# República de Ingria Septentrional
La República de Ingria Septentrional (finés: Pohjois-Inkerin tasavalta) fue un efímero Estado de los finlandeses de Ingria, en el istmo de Carelia. Proclamada el 23 de enero de 1919, su capital era Kirjasalo. Tras el Tratado de Tartu (14 de octubre de 1920) fue reanexada el 5 de diciembre de 1920 a la Rusia bolchevique. Sin embargo, los fineses conservaron gran parte de su autonomía hasta los años 1930.

## Fuente
- Esta obra contiene una traducción  derivada de «North Ingria» de Wikipedia en inglés, publicada por sus editores bajo la Licencia de documentación libre de GNU y la Licencia Creative Commons Atribución-CompartirIgual 4.0 Internacional.